# NGC 1077
NGC 1077 este o galaxie spirală situată în constelația Perseu. A fost descoperită în 16 august 1885 de către Lewis A. Swift. Se află la o distanță de 121,23 de megaparseci de Pământ.